# 钦·迪
钦·迪（1896年6月12日—1975年？），柬埔寨政治家。
他曾于1956年短暂地担任过柬埔寨首相。